# SciELO
 (mars 2024).
La mise en forme du texte ne suit pas les recommandations de Wikipédia : il faut le « wikifier ».
Les points d'amélioration suivants sont les cas les plus fréquents. Le détail des points à revoir est peut-être précisé sur la page de discussion.
- Les titres sont pré-formatés par le logiciel. Ils ne sont ni en capitales, ni en gras.
- Le texte ne doit pas être écrit en capitales (les noms de famille non plus), ni en gras, ni en italique, ni en « petit »…
- Le gras n'est utilisé que pour surligner le titre de l'article dans l'introduction, une seule fois.
- L'italique est rarement utilisé : mots en langue étrangère, titres d'œuvres, noms de bateaux, etc.
- Les citations ne sont pas en italique mais en corps de texte normal. Elles sont entourées par des guillemets français : « et ».
- Les listes à puces sont à éviter, des paragraphes rédigés étant largement préférés. Les tableaux sont à réserver à la présentation de données structurées (résultats, etc.).
- Les appels de note de bas de page (petits chiffres en exposant, introduits par l'outil «  Source ») sont à placer entre la fin de phrase et le point final[comme ça].
- Les liens internes (vers d'autres articles de Wikipédia) sont à choisir avec parcimonie. Créez des liens vers des articles approfondissant le sujet. Les termes génériques sans rapport avec le sujet sont à éviter, ainsi que les répétitions de liens vers un même terme.
- Les liens externes sont à placer uniquement dans une section « Liens externes », à la fin de l'article. Ces liens sont à choisir avec parcimonie suivant les règles définies. Si un lien sert de source à l'article, son insertion dans le texte est à faire par les notes de bas de page.
- La présentation des références doit suivre les conventions bibliographiques. Il est recommandé d'utiliser les modèles {{Ouvrage}}, {{Chapitre}}, {{Article}}, {{Lien web}} et/ou {{Bibliographie}}. Le mode d'édition visuel peut mettre en forme automatiquement les références.
- Insérer une infobox (cadre d'informations à droite) n'est pas obligatoire pour parachever la mise en page.

Pour une aide détaillée, merci de consulter Aide:Wikification.
Si vous pensez que ces points ont été résolus, vous pouvez retirer ce bandeau et améliorer la mise en forme d'un autre article.
Modèle:Infobox Base de données bibliographique
SciELO (Scientific Electronic Library Online) est une base de données bibliographique, une bibliothèque numérique et un modèle coopératif de publication électronique en libre accès pour les revues. SciELO a été créé pour répondre aux besoins de communication scientifique des pays en développement et offre un moyen efficace d'augmenter la visibilité et l'accès à la littérature scientifique. Établi à l'origine au Brésil en 1997, le réseau SciELO compte aujourd'hui 16 pays et leurs collections de revues : l'Argentine, la Bolivie, le Brésil, le Chili, la Colombie, le Costa Rica, Cuba, l'Équateur, le Mexique, le Paraguay, le Pérou, le Portugal, l'Afrique du Sud, l'Espagne, l'Uruguay et le Venezuela.
SciELO a d'abord été soutenu par la Fondation de recherche de São Paulo (FAPESP) et le Conseil national brésilien pour le développement scientifique et technologique (CNPq), ainsi que par le Centre latino-américain et des Caraïbes d'information en sciences de la santé (BIREME). SciELO fournit un portail qui intègre et donne accès à tous les sites du réseau SciELO. Les utilisateurs peuvent effectuer des recherches dans toutes les collections SciELO ou limiter leur recherche à la collection d'un seul pays, ou encore parcourir par domaine, éditeur ou titre de revue.

## Base de données et projets
En octobre 2015, la base de données contenait :
- 1 249 revues
- 39 651 numéros (numéros de revues)
- 573 525 articles de recherche
- 13 005 080 citations (somme du nombre d'éléments dans la liste de références de chaque article)

provenant de différents pays, universellement accessibles gratuitement en libre accès, au format texte intégral. Les objectifs déclarés du projet SciELO sont « d'envisager le développement d'une méthodologie commune pour la préparation, le stockage, la diffusion et l'évaluation de la littérature scientifique sous forme électronique ». Toutes les revues sont publiées à l'aide d'une suite logicielle spéciale qui met en œuvre une bibliothèque virtuelle scientifique électronique accessible par plusieurs mécanismes, notamment une table des matières par ordre alphabétique et par sujet, des index par sujet et par auteur, et un moteur de recherche.

### Histoire
Calendrier de lancement du projet :
- 1997: Début du développement de SciELO en tant que projet soutenu par FAPESP en partenariat avec BIREME.
- 1998: SciELO est mis en ligne.
- 1998: L'agence nationale de recherche chilienne CONICYT demande à être considérée comme un projet pilote en dehors du Brésil.
- 1999-2000: Le Chili rejoint en tant que collection régionale, projet soutenu par CONICYT.
- 2002: le CNPq commence également à soutenir SciELO.
- 2005: L'Argentine rejoint en tant que collection régionale, projet soutenu par CONICET
- 2009: L'Afrique du Sud rejoint en tant que collection régionale, projet soutenu par ASSAf.
- 2012: le projet SciELO Books est lancé.
- 2013: l'index de citation SciELO est intégré dans le Web of Knowledge (WoS) de Thomson Reuters, couvrant environ 650 revues au total, soit 300 de plus que les 350 déjà dans le WoS.
- 2017 SciELO a annoncé la création d'un serveur de prépublications - SciELO Preprints.

## Accès ouvert
En 2013, le projet SciELO d'Amérique latine a célébré 15 ans de publication en libre accès. Le libre accès a longtemps mis l'accent sur l'accès aux documents scientifiques. Cependant, le libre accès peut également signifier l'accès aux moyens de produire des revues visibles et reconnues. Cette question est particulièrement importante dans les pays en développement et émergents, où il existe d'autres avantages et défis pour la publication de revues scientifiques dans et par les pays émergents. SciELO a également un blog intitulé "SciELO en perspective" où des scientifiques et chercheurs publient des articles destinés à un public plus large.

## Technologie
Les articles sont envoyés à SciELO par les éditeurs en XML ou HTML+SGML, en utilisant diverses DTD d'articles. La DTD SGML a été utilisée jusqu'en 2013, date à laquelle SciELO a commencé à proposer la norme DTD Journal Article Tag Suite (JATS) pour les dépôts XML. En utilisant le balisage XML, un macro dans une application propriétaire (Microsoft office Word - docx).
Dans les portails SciELO, les articles reçus au format JATS sont convertis en HTML via XSLT, et le "pack SGML+HTML" utilise le contenu HTML (généralement une conversion PDF vers HTML faite manuellement). Ce processus peut révéler des erreurs qui sont signalées à l'éditeur pour correction. Les graphiques sont également convertis dans des formats et des tailles standard. Les formes originales et converties sont archivées. La forme convertie est transférée dans une base de données relationnelle, avec les fichiers associés pour les graphiques, le multimédia ou d'autres données associées. De nombreux éditeurs fournissent également les PDF de leurs articles, qui sont mis à disposition sans modification.
Les citations bibliographiques sont analysées (SGML ou XML) et liées automatiquement aux articles associés dans SciELO et aux ressources sur les sites Web des éditeurs. Les références non résolues, comme les revues ou les articles particuliers non encore disponibles à l'une de ces sources, sont suivies dans la base de données et deviennent automatiquement "actives" lorsque les ressources deviennent disponibles.
Un système d'indexation interne fournit des capacités de recherche.

## Outils
De multiples outils existent pour permettre la création, l'édition et la conversion pour le XML de SciELO. Ils vont des simples convertisseurs rudimentaires aux convertisseurs XML complets.

### Conversion

#### Vers SciELO XML
- Documents MS Word et OpenOffice (LibreOffice) vers SciELO :
  - Typeset : fournit un ensemble automatisé de convertisseurs de MS-Word vers XML SciELO.
  - OxGarage : peut convertir des documents à partir de divers formats XML
  - meTypeset : meTypeset "est un fork de la suite OxGarage" "pour convertir du format Microsoft Word .docx vers XML SciELO via XML JATS (en utilisant XSLT).
  - Word vers Markdown vers XML SciELO : Ceci peut être fait à travers Pandoc. Ce processus peut impliquer une perte d'informations pour certains manuscrits complexes contenant des équations et des tableaux.

#### À partir de SciELO XML
Prenez SciELO XML comme entrée, produisez un certain format de sortie
Les formats courants pour la phase de production sont mentionnés ci-dessous :
- De SciELO vers HTML: (pour les versions web)
  - Feuilles de style d'aperçu JATS (conversion XSLT canonique), voir le convertisseur classique (2013).
  - eLife Lens convertit le XML NLM en JSON pour l'affichage avec HTML et Javascript.
  - Solution d'éditeur Typeset
- De SciELO vers PDF:
  - Convertisseur Typeset de XML SciELO vers PDF
  - Certaines feuilles de style d'aperçu JATS, conversion XSLT + XSL-FO.
- De SciELO vers ePUB: (pour les versions mobiles)
  - eXtyles

## Controverse
En juillet 2015, Jeffrey Beall, un bibliothécaire américain, a publié un article sur son blog faisant référence aux deux plus grandes bases de données en accès libre d'Amérique latine (SciELO et Redalyc) comme des "favelas", qui est un terme portugais dévalorisant pour un bidonville. Beall a déclaré :
"Beaucoup d'universitaires nord-américains n'ont même jamais entendu parler de ces méta-éditeurs ou des revues qu'ils agrègent. Leur contenu est largement caché, le quartier éloigné et méconnu."
Parmi les réponses, une motion votée par le Forum brésilien des éditeurs de revues de santé publique et l'Associação Brasileira de Saúde Coletiva (Abrasco, Association brésilienne de santé publique). La motion conteste la caractérisation de Beall, attire l'attention sur les "préjugés ethnocentriques" sous-jacents, et corrige les inexactitudes factuelles. En contrepoint au "point de vue néocolonial" de Beall, la motion attire l'attention sur les travaux de Vessuri, Guedon et Cetto soulignant la valeur d'initiatives telles que SciELO et Redalyc (également ciblées par Beall) pour le développement de la science en Amérique latine et dans le monde : "En fait, l'Amérique latine utilise le modèle de publication en accès libre bien plus que toute autre région du monde... De plus, parce que le sens de la mission publique reste fort parmi les universités latino-américaines... ces initiatives actuelles démontrent que la région contribue de plus en plus à l'échange mondial des connaissances tout en positionnant la littérature de recherche comme un bien public."

## Voir également
- Liste des bases de données académiques et moteurs de recherche
- PubMed Central (PMC)
- Redalyc (projet similaire)
- Libre accès en Espagne
  - Institut de santé Carlos III

## Lectures complémentaires
- (en + es + pt) SciELO - 15 Years of Open Access: an analytic study of Open Access and scholarly communication, UNESCO, 2014 (ISBN 9789230012373, DOI 10.7476/9789230012373)
- « SciELO Criteria: criteria, policy and procedures for admission and permanence of scientific journals in the SciELO collection », octobre 2004